# (27834) 1994 PW13
A (27834) 1994 PW13 a Naprendszer kisbolygóövében található aszteroida. Eric Walter Elst fedezte fel 1994. augusztus 10-én.